# Evangelische Kirche (Greifenstein-Ulm)

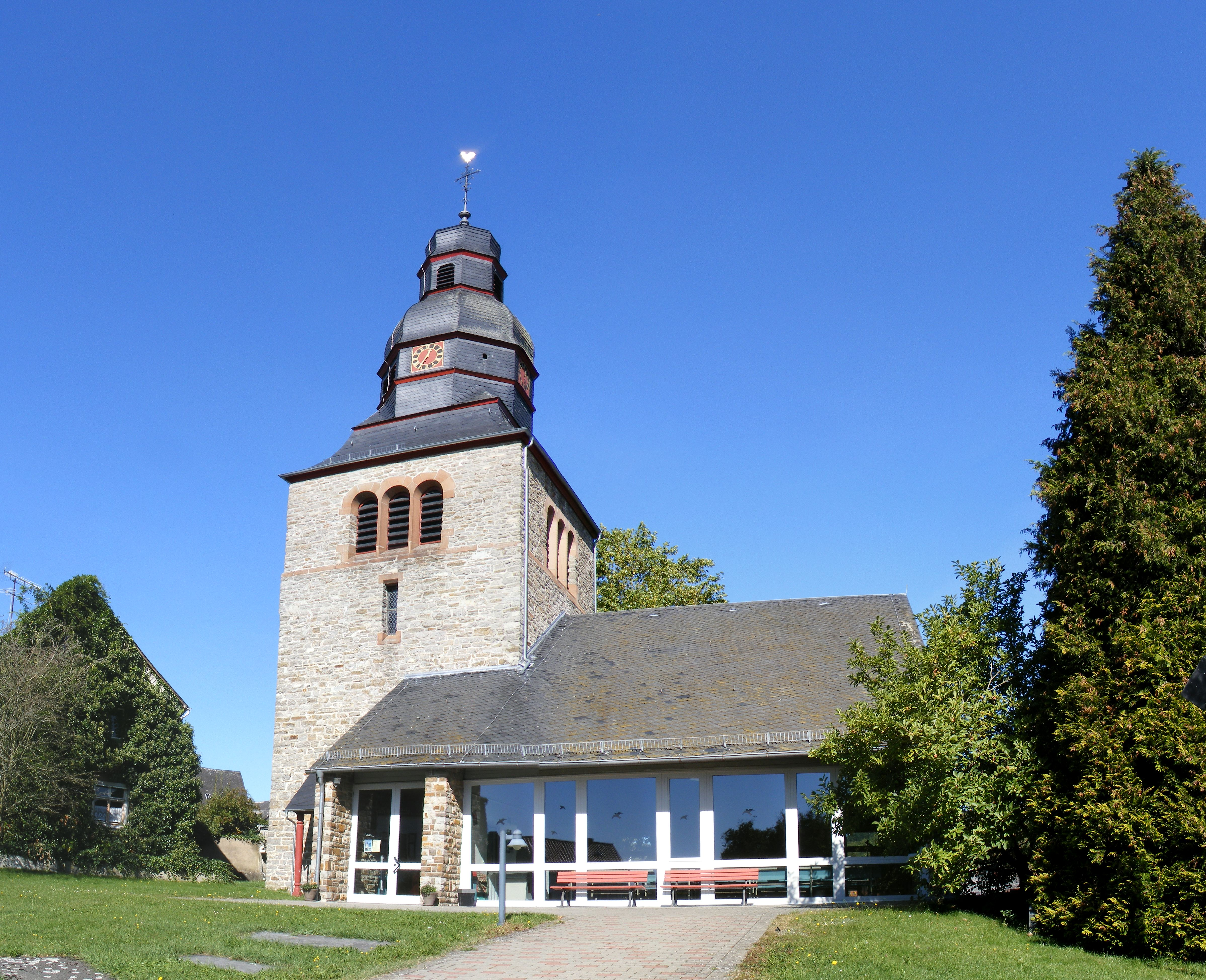
Kirche in Ulm

Die Evangelische Kirche in Ulm in der Gemeinde Greifenstein im Lahn-Dill-Kreis (Hessen) ist eine Saalkirche von 1970 mit einem Westturm von 1902 im Stil des Historismus. Die denkmalgeschützte Kirche prägt das Ortsbild und ist aufgrund ihrer geschichtlichen Bedeutung hessisches Kulturdenkmal.

## Geschichte
Im Jahr 1351 wird das Ulmtal aus dem Dillheimer Kirchspiel ausgegliedert. Seitdem bestand in Ulm eine Pfarrei mit den Filialorten Holzhausen und Lairbach. Die in der ersten Hälfte des 14. Jahrhunderts erbaute Kirche verbrannte 1356 in einem Kampf zwischen Solmsern und Nassauern. Sie wurde wohl Anfang des 15. Jahrhunderts wiederhergestellt. Ulm war Sendort und Mutterkirche für die Filialorte Allendorf, Heisterberg und Holzhausen. Das Ulmer Kirchspiel gehörte zum Archipresbyterat Wetzlar im Archidiakonat St. Lubentius Dietkirchen im Bistum Trier. Das Patronat lag ab 1436 bei Solms-Braunfels.

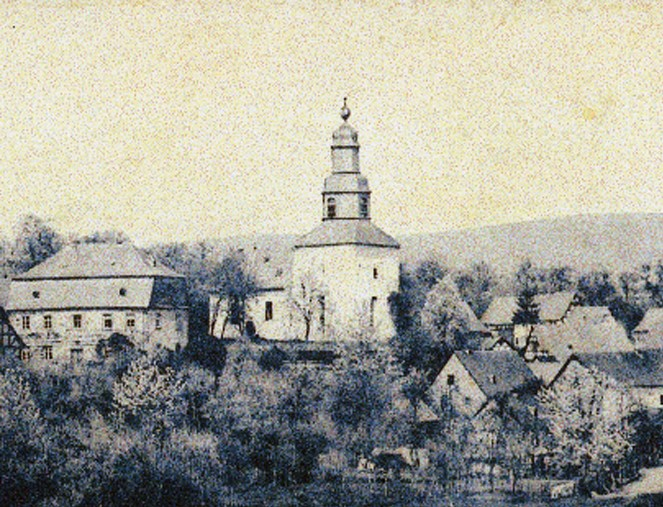
Ehemaliger Ostturm mit Kirche von 1751 (Bild vor 1902)

Vermutlich um 1549 wurde die Reformation im Ulmer Kirchspiel unter Pfarrer Johannes Scholer eingeführt. Scholer gehörte zu den neun Solmser Pfarrern, die gegen die Einführung des Augsburger Interims protestierten. 1558 fand die erste Kirchenvisitation in Ulm statt. Unter Graf Konrad von Solms-Braunfels wechselte die Kirchengemeinde 1582 zum reformierten Bekenntnis. Von 1626 bis 1631 kam es zu (erfolglosen) Rekatholisierungsversuchen, als spanische Truppen das Solmser Gebiet besetzten und die evangelischen Pfarrer vertrieben. 1673–1675 litt das Ulmtal unter durchziehenden französischen Truppen, die die Kirche verwüsteten. 1751 wurde der mittelalterliche Turm an derselben Stelle (im Osten) erneuert. Im Schutt der Fundamente der 1356 zerstörten Kirche wurden Reste einer geschmolzenen Glocke gefunden. Wahrscheinlich wurde zeitgleich ein Kirchenschiff angebaut. Aufgrund einer behördlich angeordneten Steuerumlage kam es 1878 zum Austritt von etwa 90 Familien in Allendorf und Ulm aus der evangelischen Kirche. Ein Teil von ihnen machte in der Folgezeit den Schritt rückgängig, während andere 1880 eine freie lutherische Gemeinde gründeten und 1881 eine eigene Kirche in Allendorf einweihten, die heute zur SELK gehört.
Wegen Einsturzgefahr wurde im Jahr 1902 ein neuer Kirchturm an der Westseite errichtet, da der Ostturm an einem nachgebenden Abhang errichtet worden war. Hier blieb nur das ebenerdige Geschoss erhalten; das Obergeschoss mit dem Turmhelm wurde abgetragen und im Westen wieder aufgeführt. Der verbliebene Rumpf wurde mit dem Kirchenschiff unter einem gemeinsamen Dach vereint und erhielt im Osten einen kleinen Dachreiter. An der Naht zwischen Kirchenschiff und dem neuen Westturm ermöglichte nun ein runder Treppenturm den Aufstieg zum Turm und zum Dachgeschoss der Kirche. Die alte Orgel erhielt ihren Aufstellungsort im Westturm und auch die Emporenbrüstung wurde übernommen. Aufgrund der schlechten Bausubstanz und weil der Ostteil der Kirche weiter absackte, wurde 1964 ein Architektenwettbewerb ausgeschrieben, den 1965 Architekt Erwin Rohrbach aus Wißmar gewann. Im Februar 1967 wurde ein Kirchenneubau beschlossen. Im November des Jahres begann der Abriss der barocken Kirche und am 7. Juni 1970 fand die Einweihung des Neubaus statt. Abgerissen wurden auch der Rumpf des alten Ostturms und der Treppenturm im Westen. Grabsteine, die in der Kirche unter dem Fußboden vergraben waren, wurden auf den Friedhof umgesetzt.
Die drei evangelischen Kirchengemeinden Holzhausen, Ulm und Allendorf wurden am 4. Oktober 1972 durch Urkunde des Landeskirchenamtes aufgehoben. Sie fusionierten zum 1. Januar 1973 zur evangelischen Kirchengemeinde Ulmtal. Sie gehört zum Evangelischen Kirchenkreis an Lahn und Dill in der Evangelischen Kirche im Rheinland.

## Architektur

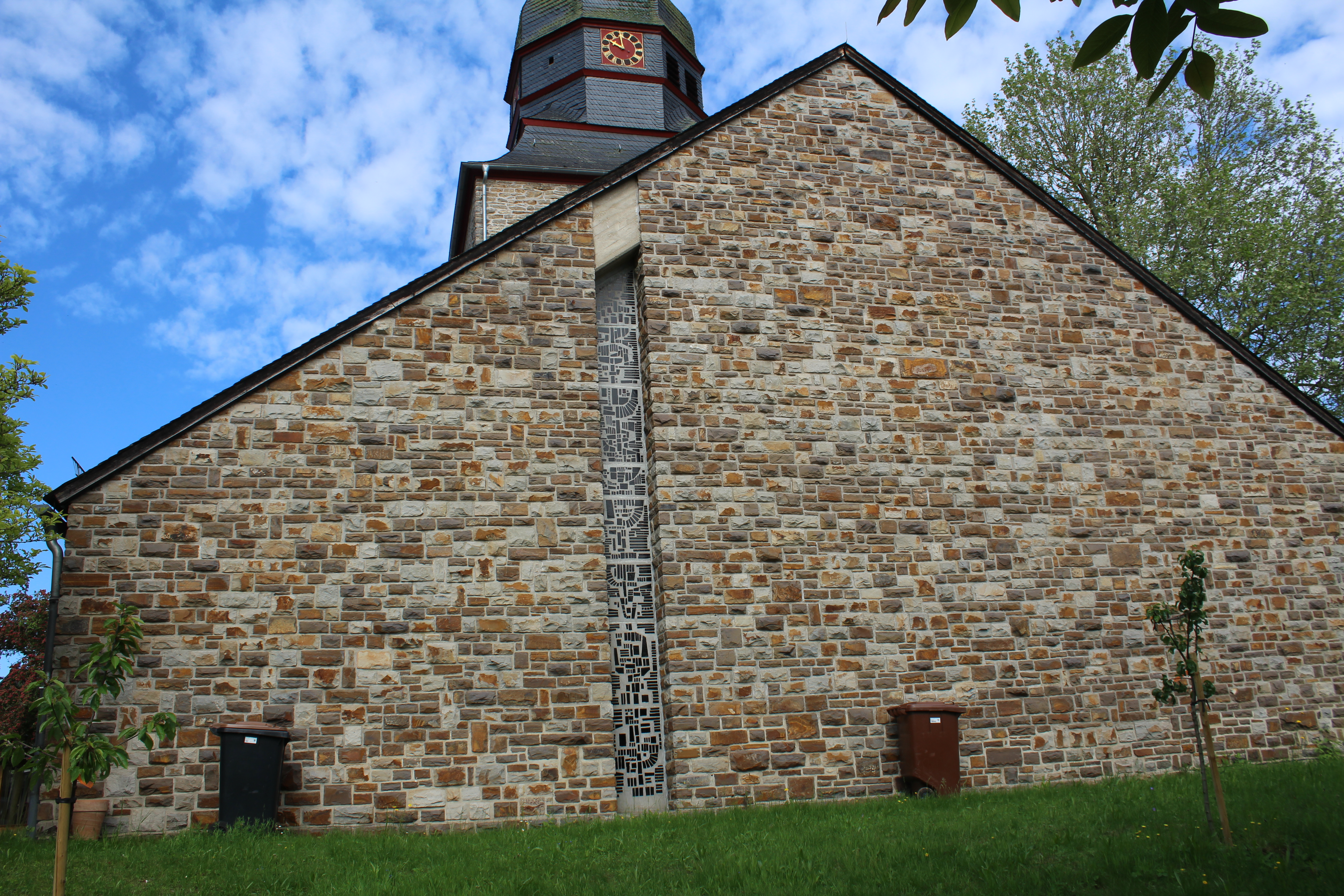
Ansicht von Osten mit dem Kirchenschiff von 1970

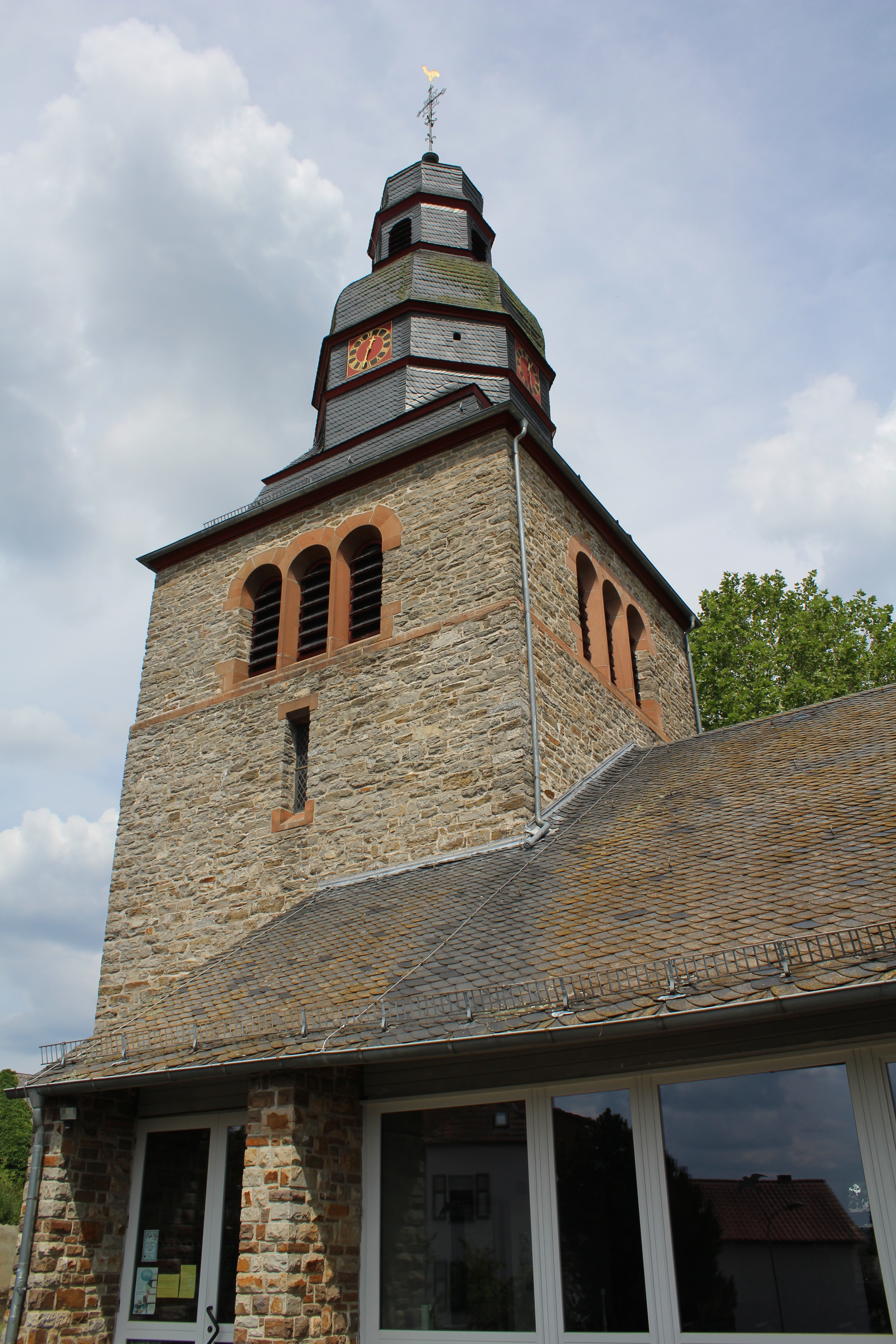
Eingebundener Kirchturm von Südosten

Die geostete Kirche ist auf einer Anhöhe im Ortszentrum aus unverputztem Bruchsteinmauerwerk errichtet. Der 30 Meter hohe Westturm von 1902 auf quadratischem Grundriss ist in das Kirchenschiff eingebunden. Er wird an der Südseite durch eine hochrechteckige Tür unter einem verschieferten Vordach erschlossen, das auf zwei rot bemalten, bauchigen Holzpfosten ruht. Das oberste Turmgeschoss wird durch ein umlaufendes Gesimsband abgesetzt und hat an jeder Seite des Obergeschosses drei rundbogige Schallöffnungen mit Gewänden aus rotem Sandstein. Unter dem Gesims sind an den drei freistehenden Seiten Schlitzfenster eingelassen. Der zweigeschossig gestaffelte Helmaufbau ist vollständig verschiefert und erhebt sich über dem geschwungenen Zeltdach. Im ersten Geschoss sind in den vier Himmelsrichtungen die 1980 erneuerten Zifferblätter der Turmuhr und im Nordosten und Südwesten je zwei hochrechteckige Schallöffnungen für das Geläut angebracht. Das verjüngte Obergeschoss hat vier Schallöffnungen und wird von einem Turmknauf, einem verzierten Kreuz und in 33 Metern Höhe von einem Wetterhahn bekrönt.
Das unverputzte Kirchenschiff von 1970 auf quadratischem Grundriss wird von einem verschieferten Satteldach bedeckt. Durch die vollständig verglaste Südseite wird der Innenraum mit Licht versorgt und durch eine Glastür am westlichen Ende erschlossen, die von zwei Mauern unter dem überstehenden Dach flankiert wird.

## Ausstattung

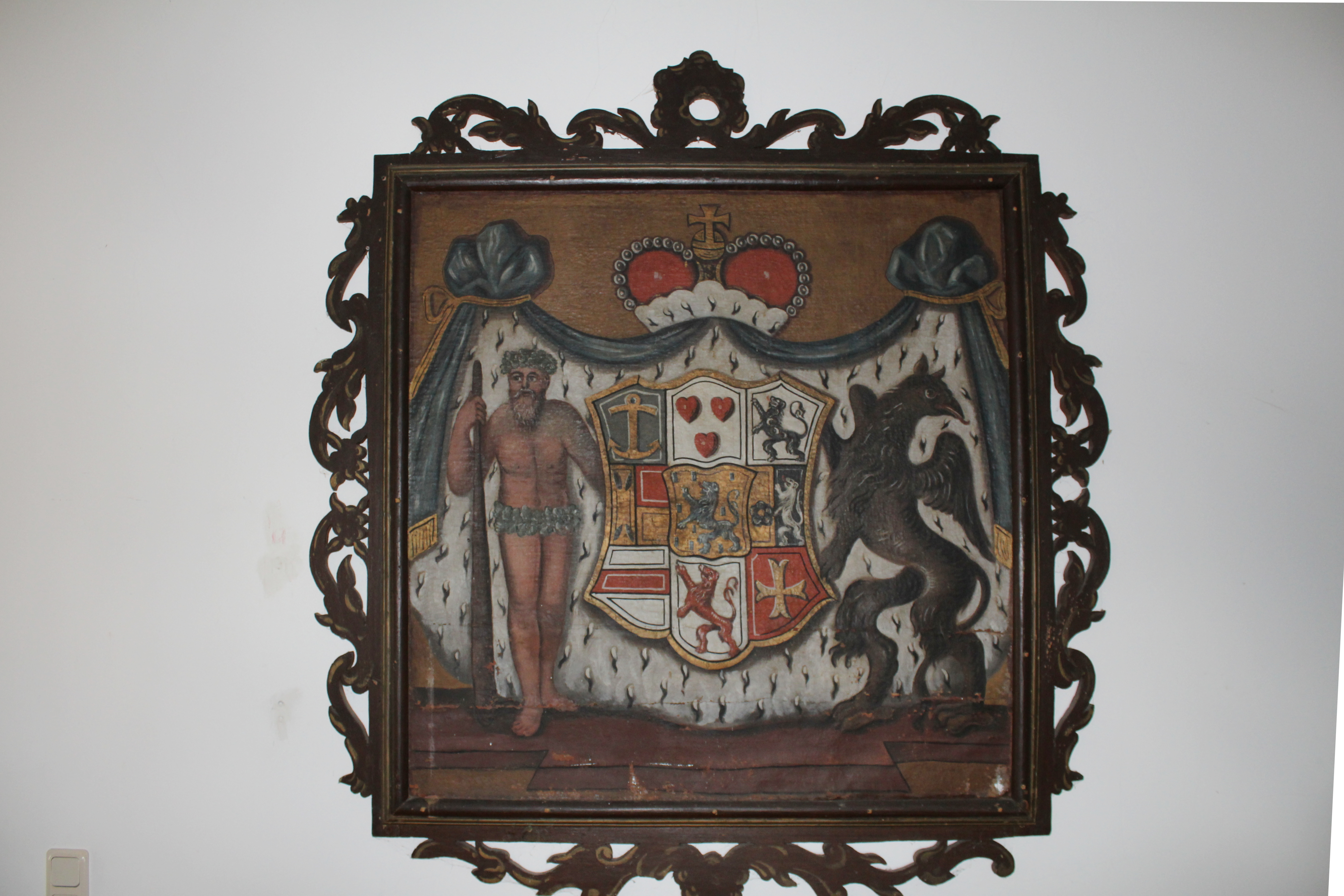
Wappen von Solms-Braunfels

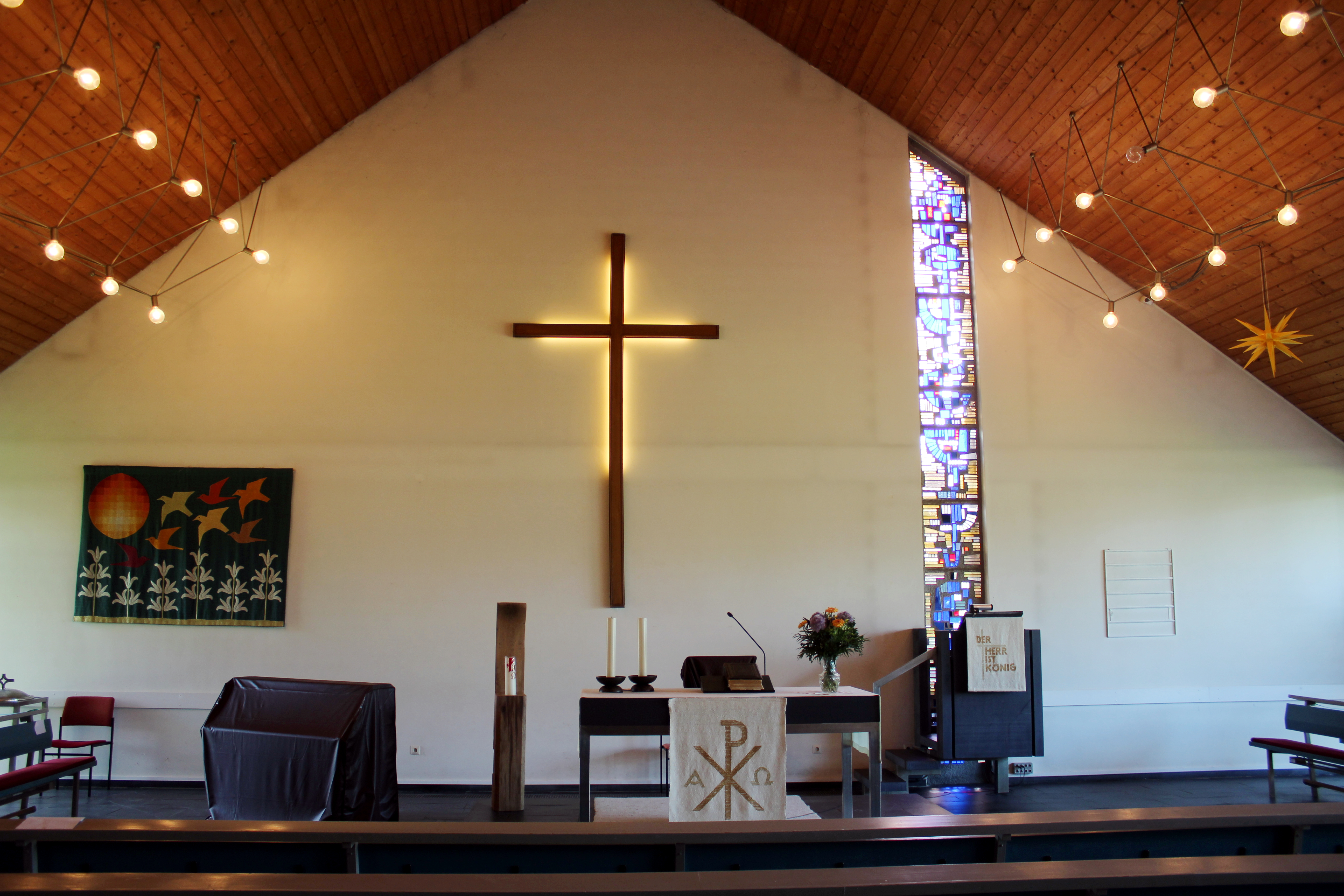
Blick zum liturgischen Bereich

Der Innenraum wird entsprechend dem Satteldach von einer spitzen Decke abgeschlossen, die mit Holz verkleidet ist. Der Boden ist mit schwarzen Schieferplatten belegt. Die Kirchenausstattung ist entsprechend reformierter Tradition schlicht gehalten und geht weitgehend auf 1970 zurück. Das Erdgeschoss des Westturms kann aufgrund einer flexiblen Wand mit der Kirche verbunden werden. In die Turmhalle ist die Orgel auf der hellblauen Westempore eingebaut. Die Orgel und die hölzerne Brüstung mit Füllungen wurden aus der Vorgängerkirche übernommen.
Im südlichen Bereich der Ostwand ist ein schmales hohes Fensterband mit Glassteinen in Beton in Blautönen eingelassen. Das Blau steht für das herabfließende Wasser des Heiligen Geistes. Davor ist die Kanzel aufgestellt. Der Wandbehang von 1977 zeigt stilisierte Vögel und Blumen. Der schlichte steinerne Altartisch mit weit überstehender Platte steht eine Stufe erhöht auf einem Podest. An der östlichen Stirnwand ist ein großes Holzkreuz angebracht. Die versilberte Taufschale hat einen Griff in Form eines Kreuzes und ruht auf einem vierfüßigen Eisengestell, das in Eigenarbeit erstellt wurde. Die hölzernen Kirchenbänke von 1970 sind in drei Blöcken hufeisenförmig um den liturgischen Bereich angeordnet.
Im Turm ist das gemalte Patronatswappen von Solms-Braunfels von 1742 angebracht. Der gekrönte Fürstenhut weist auf die 1742 erfolgte Erhebung in den Reichsfürstenstand hin. Schildhalter sind der wilde Mann mit geschulterter Holzkeule (für Braunfels) und der silberne Greif (für Greifenstein). Der Löwe im Herzschild stellt das Stammwappen der Grafen von Solms zu Braunfels dar. Es wird flankiert vom Greifensteiner und dem rot-gelb quergeteilten Falkensteiner Schild. Oben stehen der Anker für Lingen, die drei Seeblätter für Tecklenburg und der Löwe für Rheda, unten der rote Balken auf Silber für Püttlingen-Dorstweiler und das Ankerkreuz für Bacourt. Nicht geklärt ist die Zuweisung des roten Löwen.

## Orgel

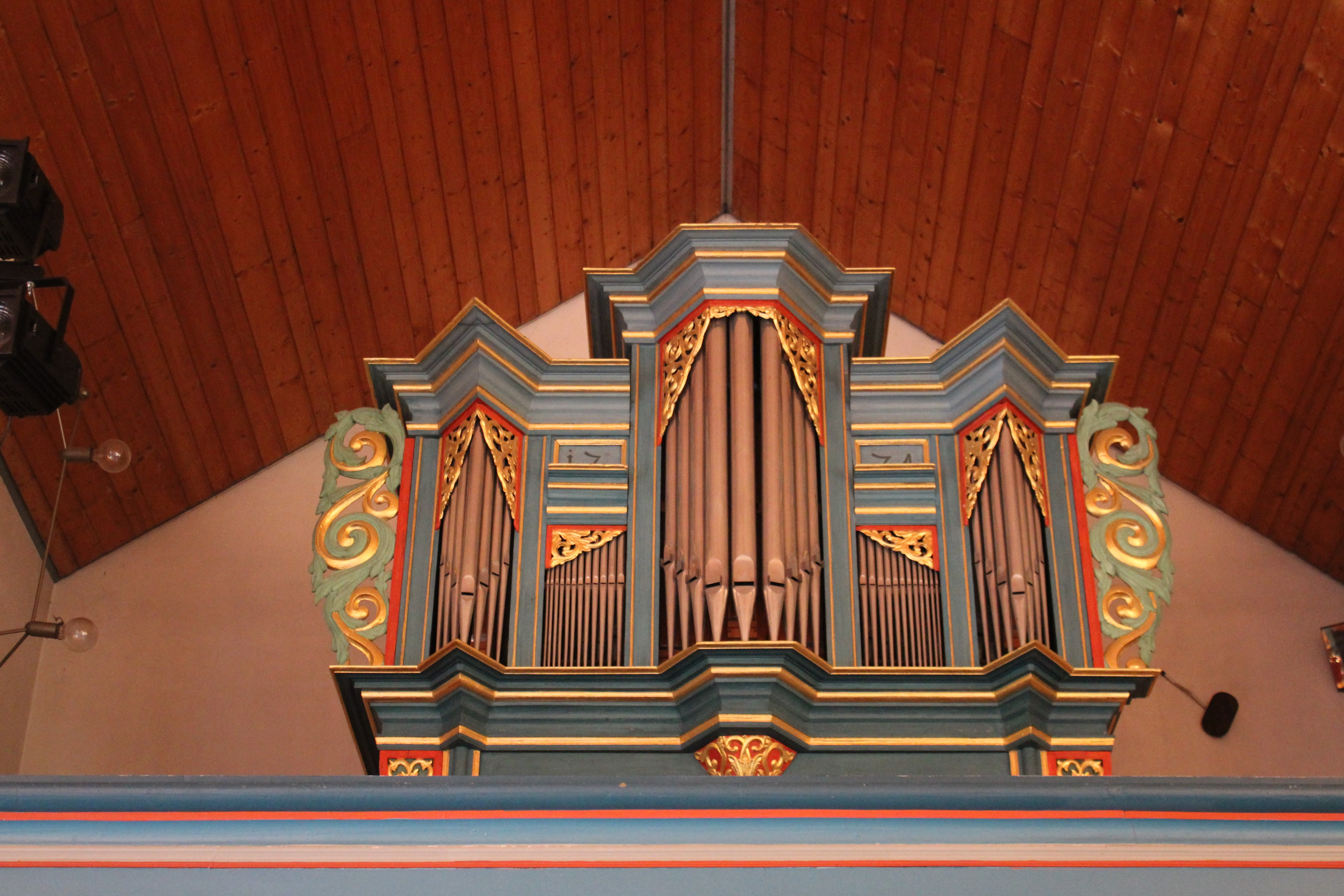
Historischer Orgelprospekt von 1774

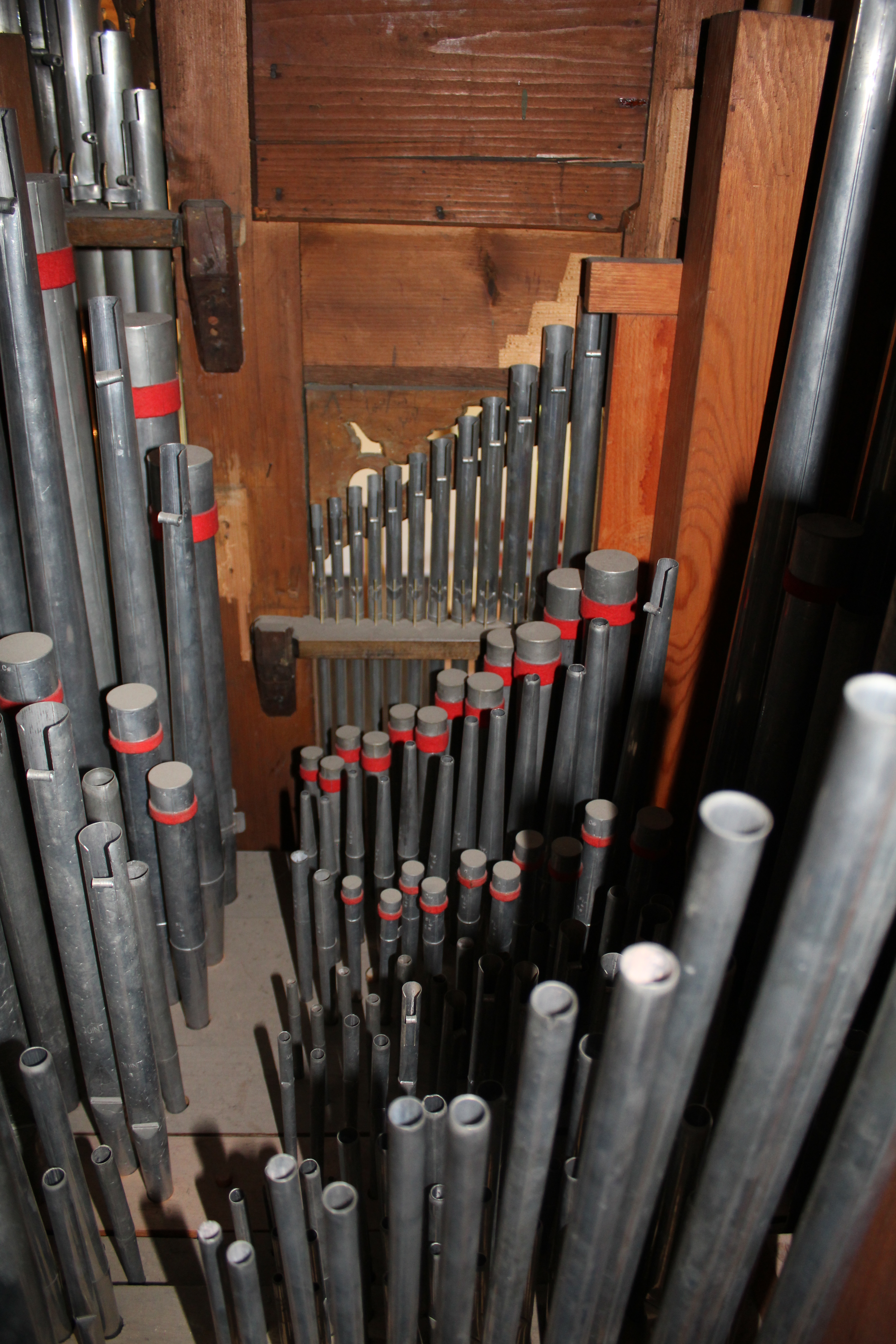
Blick ins Orgelinnere

Orgelbauer Friedrich Dreuth aus Griedel lieferte 1774 eine Orgel. Das Instrument verfügte über neun Register auf einem Manual und ein angehängtes Pedal. Der für Dreuth typische Prospekt hat einen trapezförmigen Mittelturm. Zwei flankierende Flachfelder vermitteln zu den Spitztürmen außen. Das Gehäuse hat eine hellblaue Farbfassung mit vergoldeten Profilleisten. Die vergoldeten Schleierbrettern sind durch rote Leisten abgesetzt, während die seitlichen Blindflügeln mintgrün mit Vergoldungen sind. Auf den Füllungen der Vorderseite des Untergehäuses sind große Rocaillen gemalt, links mit einem Fanfarenbläser und rechts einem Engel mit Fanfare und Harfe. Der Zustand der Orgel wurde 1836 als gut bezeichnet. Orgelbauer Eppstein erneuerte das seitliche Pedal. Zum alten Registerbestand gehören die beiden Gedackte, die Waldflöte und die beiden Octaven. Zwischenzeitlich war die ursprüngliche Quinte eine Flöte dolce und fehlte die Mixtur II–III 1′. Orgelbau Hardt führte 1972 eine Restaurierung durch und stellte die ursprüngliche Disposition wieder her, ergänzt um zwei Register im Pedal. Die Disposition lautet seitdem wie folgt:
| I Manual CD–c3 |    |
| Gedackt        | 8′ |
| Gambe          | 8′ |
| Prinzipal      | 4′ |
| Waldflöte      | 4′ |
| Kleingedackt   | 4′ |
| Quinte         | 3′ |
| Octav          | 2′ |
| Superoktav     | 1′ |
| Mixtur II–III  | 1′ |

| Pedal C–a1 |     |
| Subbass    | 16′ |
| Prinzipal  | 8′  |

- Koppel: I/P

## Geläut
Der Kirchturm beherbergt ein Zweiergeläut. Bereits die Kirche von 1356 besaß eine Glocke, deren geschmolzene Reste 1751 bei der Erneuerung des Turms im Schutt der Fundamente entdeckt wurden. 1475 goss Tilman von Hachenburg eine Glocke, die Bonifatius geweiht wurde. Die Bonifatius-Glocke entging in den 1670er Jahren der Plünderung durch durchziehende Truppen, indem sie nach Greifenstein ausgelagert wurde. 1794 goss Johann Peter Bach (II.) eine zweite Glocke. Dabei wurden die 1751 wiederentdeckten Glockenreste eingeschmolzen. 1942 wurde die mittelalterliche Glocke zu Kriegszwecken abgeliefert, entging aber dem Einschmelzen und wurde 1948 vom Hamburger Glockenfriedhof nach Ulm zurückgebracht.
| Nr. | Gussjahr | Gießer, Gussort                 | Durchmesser (mm) | Masse (kg) | Schlagton (HT-1/16) | Inschrift | Bild |
| --- | -------- | ------------------------------- | ---------------- | ---------- | ------------------- | --- | ---- |
| 1   | 1475     | Tilman von Hachenburg           | 960              | 540        | as1 +3              | „BONIFACIUS HEISSEN ICH, DER ERE HILLIGER DRIWELDLICHKEIT LUDEN ICH, MCCCCCLXXV“                                                                                    |      |
| 2   | 1794     | Johann Peter Bach (II.), Hungen | 940              | 440        | a1 +3               | „SOLI DEO GLORIA GOSS MICH PETER BACH VON HUNGEN 1794 UND WAREN SCHULTHEISEN JACOB ALLMENRÖDER ZU ULM JOHANNES MARTIN ZU HOLZHAUSEN, FRIEDRICH KRAUSZ ZU ALLENDORF“ |      |